# 누비아어군
누비아어군은 누비아 지역의 원주민족인 누비아인들이 사용하는 언어 또는 언어군이다. 과거에는 수단의 상당히 넓은 지역에 걸쳐 사용되었으나 해당 지역의 아랍화와 함께 아랍어가 주요 언어로 퍼지면서 오늘날에는 사용 지역이 이집트 남부의 아스완과 수단의 알다바(Al Dabbah) 사이의 나일강 계곡에 주로 한정되어 있다. 화자 수는 명확하지 않은데 총합하여 90만 명 정도로 추정된다.
기원후 8세기부터 15세기까지 기독교나 행정, 법률 등에 관해 쓰인 고대 누비아어 기록이 최소 수백 장 전해진다. 고대 누비아어는 비스듬한 언셜체로 쓰인 콥트 문자에 메로에 문자에서 가져온 문자들을 더하여 표기하였다. 고대 누비아어는 현대 누비아어군의 누빈어의 직계 조상 언어로 여겨지나, 동골라어와의 광범위한 접촉의 흔적도 보인다. 또다른 기록으로 알로디아 왕국의 수도이던 소바에서 발견된 비문도 있는데, 아직 해독되지 않은 채 남아 있다.
글로톨로그 등 최근 분류에서는 누비아어를 독자적인 어족으로 간주한다. 전통적인 분류에서는 가설적인 나일사하라어족, 특히 동수단어파에 속하는 것으로 여겨져 왔다. 수단 남부의 누바 산맥과 다르푸르 지역에서 누바인들이 사용하는 누바 제어와는 혼동되지 말아야 한다.

## 소속 언어
Rilly (2010)는 누비아어군을 다음과 같이 구분한다.
- 노빈어(Nobiin): 이집트, 수단과 기타 누비아인 공동체에 545,000명의 화자가 있다. 할파어(Halfawi)나 마하스어(Mahas) 등으로도 불린다. 늦으면 1863년까지도 이 언어 또는 가까운 방언이 지금은 아랍화된 누비아계 부족인 샤이기야족에게서 사용되었다.
- 케누지어(Kenuzi/Kenzi)와 동골라어(Dongolawi/Andaandi): 케누지어는 이집트에 865,000명, 동골라어는 수단에 180,000명의 화자가 있다. 더 이상 하나의 언어로 간주되지 않으나 서로 아주 가깝다. 둘 간의 분화는 최근 21세기에야 이루어졌다.
- 마이도브어(Midob): 약 5만 명의 화자가 있다. 다르푸르 북부의 마이도브 화산 지대에서 사용된다.
- 비르기드어(Birgid): 다르푸르 남부의 니알라 북쪽에서 사용되었으나 1970년대 이후로 구사자를 찾을 수 없어 사멸한 것으로 보인다. 늦으면 19세기까지도 북쪽으로는 니알라와 알파시르에서 남쪽으로는 바흐르알아랍강까지 이르는 긴 지대에서 지배적인 언어였다.
- 산악 누비아어군(Hill Nubian): 누바 산맥 북부의 여러 마을에서 사용되는 언어군 또는 방언군이다.